# 宇陀市営有償バス
宇陀市営有償バス（うだしえいゆうしょうバス）は、奈良県宇陀市で運行しているコミュニティバス。
2002年から運行を開始した大宇陀コミュニティバスに加え、奈良交通榛原営業所の廃止路線を2006年・2007年と継承したものである。

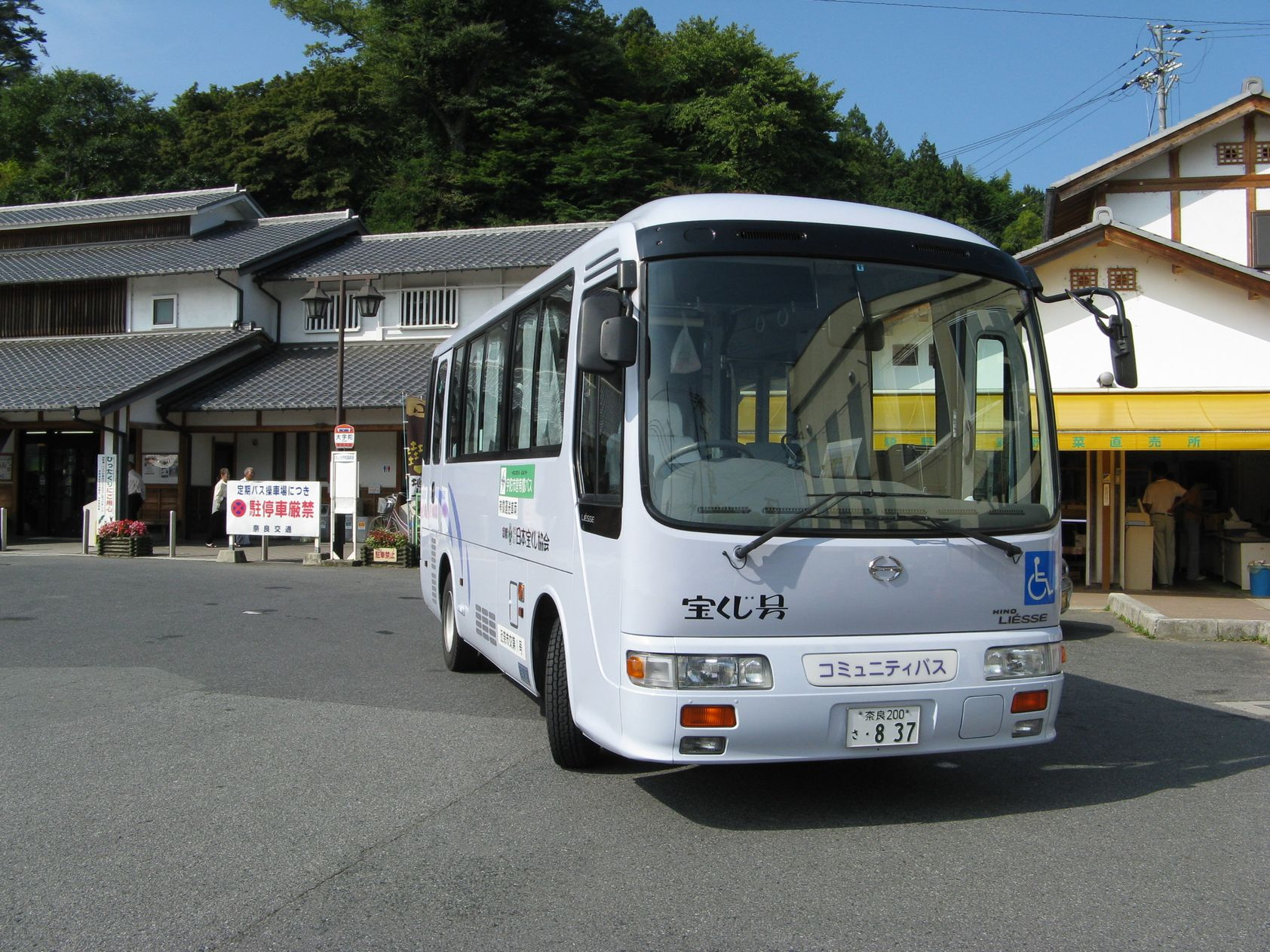
大宇陀南部線（1号車）大宇陀バス停にて

## 概要

### 運賃
- 榛原大野線：大人350円、小学生180円
- 大宇陀南部線：大人350円、小学生180円（1区間乗車は大人130円、小学生50円）

障害者手帳・療育手帳・精神障害者保健福祉手帳の所持者、児童養護施設等での養護者、および以上の介護人または付添人（1名まで）は料金が半額となる。

### 運休日
- 榛原大野線：土・日曜日、祝祭日、年末年始（12月29日 - 翌年1月3日）
- 大宇陀南部線：年末年始（12月29日 - 翌年1月3日）

## 路線
榛原大野線（旧・奈良交通榛原大野線）
- 宇陀市役所 - 榛原駅 - 市立病院 - 美榛苑 - ぬく森の郷 - 室生口大野駅 - 室生地域事務所

大宇陀南部線（旧・市営循環バス←奈良交通田原循環線、大宇陀佐倉線）
- あきののゆ - 大宇陀（道の駅） - 栗野 - 田原 - 片岡 - 守道 - あきののゆ

## 廃止路線
室生南部線（旧・奈良交通室生線（血原橋・辰尾橋・上田口弁天系統））
- 室生地域事務所 - 室生口大野駅 - やまなみロード - 黒岩口

室生北部線（旧・奈良交通毛原線）
- 室生地域事務所 - 室生口大野駅 - 下笠間

両路線とも、2012年に宇陀市デマンド型乗合タクシーに転換されているが、乗車は利用登録済の宇陀市民、旧室生村域通勤者、地域内で介護および財産管理を行う者に限定されている。

## 沿革
- 2002年（平成14年）4月1日 - 奈良交通田原循環線を継承する形として宇陀郡大宇陀町による大宇陀コミュニティバスとして運行開始。
- 2006年（平成18年）1月1日 - 大宇陀町が宇陀郡3町村と合併し宇陀市が発足。市営循環バスと改称し、同市による運営となる。
- 2006年（平成18年）10月2日 - 奈良交通榛原大野線を継承。経由地を一部変更し宇陀市シャトルバスとして運行開始[1]。
- 2007年（平成19年）4月2日 - 奈良交通室生南部線・室生北部線を継承。市営循環バス・宇陀市シャトルバスと共に宇陀市営有償バスとして運行開始。
- 2012年（平成24年）4月1日　-　室生北部線・室生南部線を廃止。宇陀市デマンド型乗合タクシー運行開始。

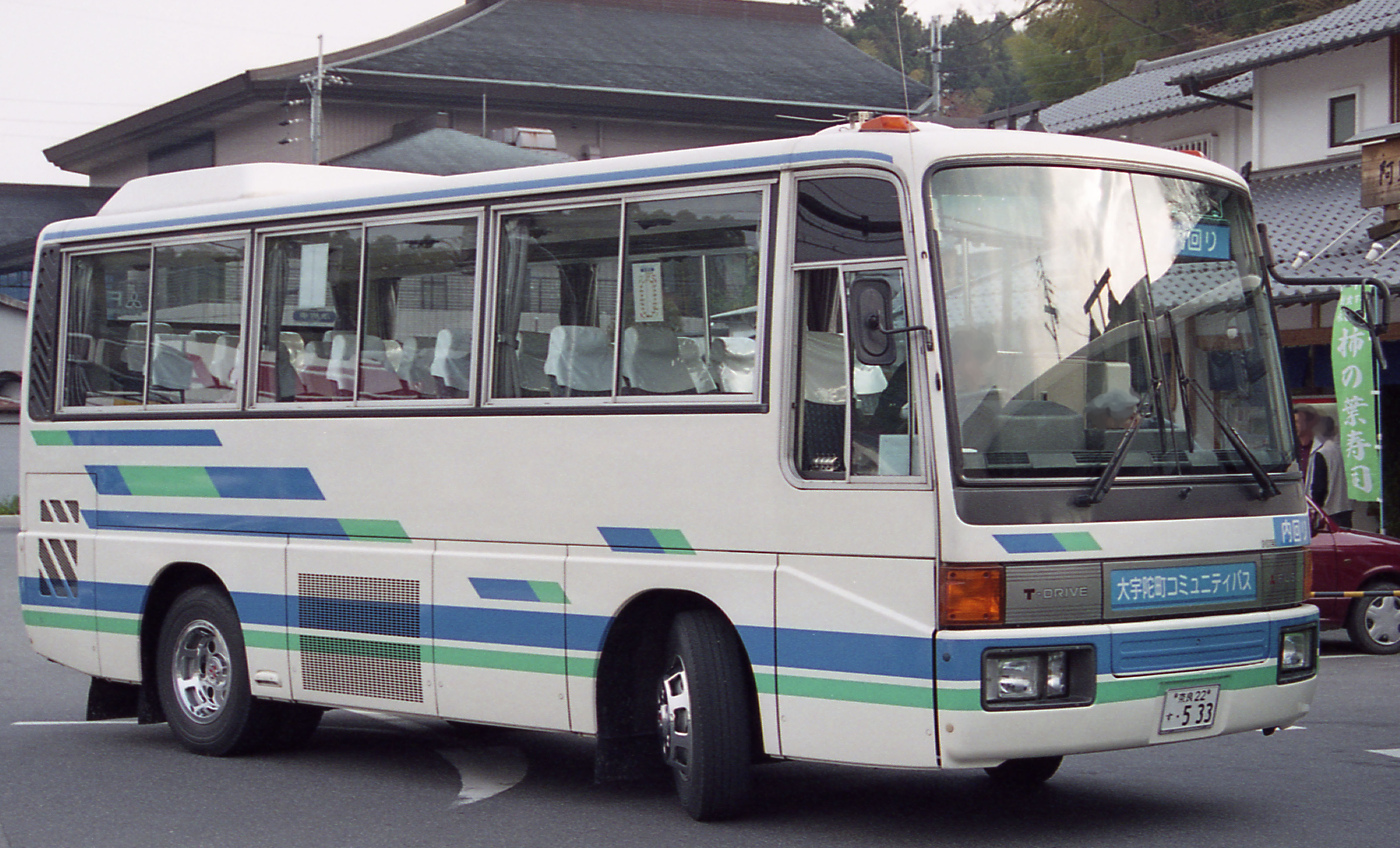
大宇陀コミュニティバス当時の車両（2002年）
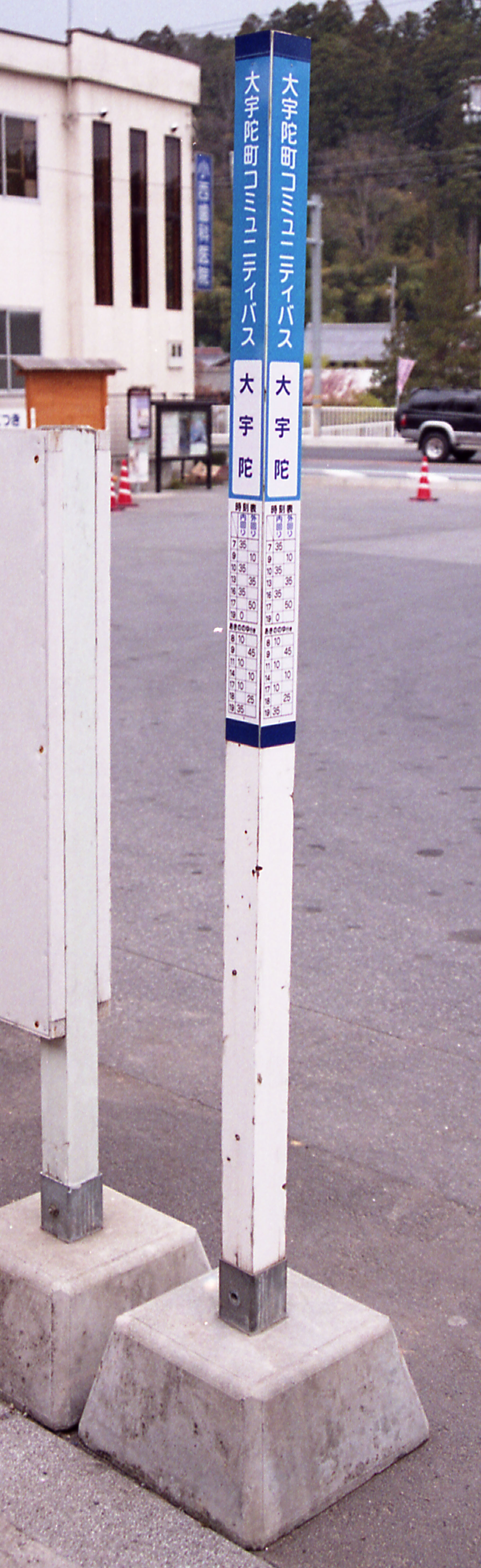
大宇陀コミュニティバス当時のバス停（2002年）

## 車両
詳細はを参照。
- 1号車 - 日野・リエッセ。大宇陀南部線を運行。
- 2号車 - 榛原大野線を運行。

## 鉄道への連絡
- 榛原大野線 - 近鉄大阪線榛原駅・室生口大野駅
- 大宇陀南部線 - 鉄道とは直接連絡しない。奈良交通バス大宇陀線が大宇陀で接続する。